# Кирочная улица (Ломоносов)
Ки́рочная улица — улица в городе Ломоносове Петродворцового района Санкт-Петербурга, в историческом районе Мартышкино. Проходит от Морской до Балтийской улицы.
Название Кирочная улица появилось в Мартышкино в 1830-х годах. Оно связано с расположением на улице (дом 14) евангелическо-лютеранской церкви Святого Иоанна, построенной в 1830 году. Лютеранские церкви назывались кирхами (или ки́рками). Улица обходит храм западнее.
12 декабря 1983 года Кирочную улицу переименовали в улицу Фила́товых — в честь учёного-оружейника, начальника Ораниенбаумской офицерской стрелковой школы в 1914—1918 годах Н. М. Филатова и его сына, хирурга и гематолога, академика АМН СССР, уроженца Ораниенбаума А. Н. Филатова.
13 января 1998 года улице вернули историческое название Кирочная.

## Застройка
- Дом № 14, литера А — лютеранский храм Святого Иоанна (1829—1830, арх. И. И. Шарлемань; объект культурного наследия федерального значения)[2].

## Перекрёстки
- Морская улица
- Горская улица
- Балтийская улица